# 群馬県立太田東高等学校
群馬県立太田東高等学校（ぐんまけんりつ おおたひがしこうとうがっこう）は、群馬県太田市台之郷町にある男女共学の全日制普通科高等学校である。通称は「太東（たひがし）」。市内では「東（ひがし）」、もしくは「東高（ひがしこう）」とも呼ばれる。

## 概要
1982年開校。太田市内の全日制公立普通科高校としては最も新しい。校舎は市北東部の郊外にあり、栃木県足利市との市境にも近い。
サンシャインフィールド太田東高校の愛称で地元では親しまれてきた新進気鋭の共学進学校。
大学進学に集中的に利用するために2008年度より単位制高校に改編された。単位制高校の中でも「進学重視型単位制高校」に区分され、習熟度に合わせ細分化された少人数クラスの設置や、授業時間の増加、特別な演習の時間の確保、学年に区切られない進路指導が可能となっている。生徒も、志望校合格へ向け効率よく授業を受けることが可能となる。単位制だが、ホームルームが存在しクラスでの行事参加等もある。
生徒会活動が盛んである。
ほとんどの生徒が太田市およびその近郊の出身者であ。市の中心部から離れた地域に校舎があるため、自転車で通学している生徒が多く、毎朝の通学時には自転車で混雑する。チアリーディング部は2年連続全国制覇も経験。

### 校訓
- 誠（誠実） より豊かな情操と徳性を養う。
- 明（明知） より高い知性と教養を身につける。
- 健（健康） より健全な精神と身体を鍛える。

校庭には校訓が刻まれた石碑が設置され、教室には校訓の記された額が掲げられている。

### 校章
古代鏡を代表する八稜の紋様に、現代の群馬県旗を入れ、その中心に金色の「高」の字を重ねたものである。八稜の紋様は歴史と伝統のある太田市を象徴し、群馬県旗の上毛三山は校訓の「誠・明・健」を表している。

### 校歌
- 作詞：有川美亀男[3]
- 作曲：塚本靖彦[3]

## 歴史
学校ホームページの「沿革」を参照。
- 1982年11月1日 - 開設準備室を太田高校内に設置
- 1982年11月10日 - 校訓が制定される（誠・明・健）
- 1982年3月17日 - 第一期生入試行われる
- 1983年4月4日 - 開校（男子144名・女子126名：6学級）
- 1985年7月13日 - 第一回青藍祭開催
- 1985年11月6日 - 開校・校舎落成記念式典（校歌発表・披露）
- 1988年 - 青藍会館（セミナーハウス）完成
- 1990年12月3日 - ファンガレイ女子高校と国際姉妹校協定書を取り交わす
- 1991年 - 全日本チアリーディング選手権にて応援リーダー部が全国制覇
- 1991年3月21日 - 第二体育館完成
- 1992年11月11日 - 創立十周年記念式典
- 1995年 - 二学期制導入
- 2002年10月30日 - 創立二十周年記念式典
- 2006年4月1日 - 文部科学省よりSELHiに指定される（2008年3月まで）
- 2008年4月1日 - 単位制に移行
- 2009年4月1日 - 3学期制に移行

## 進路
ほとんどの生徒が大学・短大・専門学校への進学を選択する。なかでも、4年制大学への進学者が最も多い。
国公立大学では、地元の群馬大学や高崎経済大学をはじめ、関東近県の大学が多い。私立大学も関東圏の大学が中心であり、早稲田大学や、東京理科大学、上智大学、およびGMARCHなどの難関大学への進学者もいる。

## 部活動・同好会
学校ホームページの「部活動」を参照。

### 運動部
- 陸上競技部
- サッカー部
- 卓球部
- バスケットボール部（男）
- バスケットボール部（女）
- バレーボール部
- ボクシング部
- 空手道部
- テニス部（男）
- テニス部（女）

- バドミントン部（男）
- バドミントン部（女）
- ソフトボール部
- 硬式野球部
- 登山部
- チアリーディング部
- 少林寺拳法部
- 水泳同好会
- フラ同好会

### 文化部
- 吹奏楽部
- JRC部
- 理科部
- 写真部
- 茶道部
- 美術部
- ESS

- 地歴研究部
- 書道部
- 軽音楽部
- 情報処理同好会
- 文芸部（活動休止中）
- 華道部（活動休止中）

## 著名な卒業生
- 越塚優（NHKのアナウンサー）
- 斉藤瑞己（エアロビック選手）

## 姉妹提携校
- ファンガレイ女子高校（ニュージーランド）